# Manuel Galecio Ligero
Manuel Galecio Ligero (Guayaquil, 1821- ibidem, 10 de marzo de 1889) fue un filántropo ecuatoriano.

## Biografía
Nació en la ciudad de Guayaquil, se desconoce el mes y el día, hijo del guayaquileño don Ignacio Galecio Ramos quien fue diputado por Manabí en la constituyente de 1835; y doña Josefa Liguero y Avilés. Se dedicó desde muy joven a los trabajos agrícolas en una hacienda en Catarama y en un almacén de su propiedad en la ciudad de su nacimiento. Las ganancias obtenidas de su trabajo las invertía en predios urbanos y rurales como las haciendas Providencia y Los Ángeles en el cantón Pueblo Viejo; dos casas en la actual calle Luque en una de las cuales habitaba; otra casa en la calle Chanduy, otra por el Malecón y una más en las Peñas en donde había un cuarto especial para honrar a la Virgen del Carmen. En la Plaza de la Victoria poseía un solar.  Gracias a ese trabajo honesto logró acumular una gran fortuna que donó casi en su totalidad a la Junta de Beneficencia para la construcción de hospitales u asilos. Fallece en su ciudad natal el 10 de marzo de 1889. En su testamento consta la entrega de 2500 pesos para la importación de un reloj público con campana sonora para ubicarlo en las nuevas torres que por entonces se estaban levantando para la Iglesia de San Francisco. La casa que poseía en el barrio de las Peñas era entregada a la Junta de Beneficencia a más de la hacienda Los Ángeles en el cantón Pueblo Viejo y 10.000 pesos y la casa en donde habitaba para abrir un asilo de niños huérfanos. Fue Consejero Municipal y miembro de la Junta a quien legó sus bienes. 
En cuanto al asilo de niñas huérfanas fue inaugurado el 13 de mayo de 1889 con el patrocinio de la Junta de Beneficencia llevando su nombre. La obra filantrópica no duró mucho en pie porque fue devorada por el incendio del 5 y 6 de octubre de 1896. La institución se hallaba en la calle Luque entre Pichincha y Chile. En la actualidad existe un asilo regentado por la misma institución benéfica que mantiene el nombre del venerable filántropo pero se ubica en la provincia del Chimborazo específicamente en el cantón de Alausí.
Existe una calle en pleno centro de Guayaquil que lleva su nombre según la ordenanza del 14 de febrero de 1900 levantada por el Concejo Cantonal de la ciudad.